# Slag bij Lihula
De Slag bij Lihula werd gevoerd tussen de binnenvallende Zweden en de inwoners van Estland om kasteel Lihula in Lihula, Estland. Er is onduidelijkheid over de exacte datum, maar de meest aangehaalde datum is 8 augustus.
Zweedse troepen, onder koning Johan I van Zweden, hadden eerder dat jaar de westkust van Estland veroverd, die nog niet onder gezag van de Duitse Orde stond. Johan nam het kasteel bij Lihula in en bezette het met een klein garnizoen. Op 8 augustus omsingelde een leger uit Estland het kasteel. Het kasteel vloog gedurende de felle strijd in brand. Zweedse troepen probeerden te vluchten, maar werden haast allemaal gedood. Slechts een paar konden ontsnappen naar Tallinn, toen een deel van Denemarken. Door deze nederlaag werden de Zweden uit Estland verdreven. Deze korte bezetting van Estland door Zweden kwam voort uit de snelle opmars van Duitsers en Denen in dat gebied. In 1561 kwam Zweden pas weer terug in Estland, en heerste er voor 150 jaar.